# Équipe du Canada féminine de basket-ball en fauteuil roulant
Maillots
Actualités
L’Équipe du Canada de basket-ball féminin en fauteuil roulant est la sélection  qui représente le Canada depuis 1968 dans les compétitions majeures de basket-ball en fauteuil roulant.
Elle rassemble les meilleures joueuses canadiennes sous l’égide de  l'organisation Basketball en fauteuil roulant Canada en collaboration avec Canada Basketball.
L'équipe nationale féminine est qualifiée ainsi pour les Championnats mondiaux de basket-ball en fauteuil roulant et pour les Jeux paralympiques. Lors des Jeux paralympiques de Londres de 2012, les basketteuses canadiennes concluent le tournoi préliminaire des Jeux paralympiques avec une fiche de 3 victoires et une défaite pour atteindre les quarts de finale : Elles affrontent les américaines le 4 septembre en quart de finale. Dans une défaite crève-cœur, les canadiennes s’inclinent 67-55 face aux américaines. Deux matches de consolation pour la classification auront lieu les 6 et 7 septembre. Dans le premier match le Canada bat l" équipe féminine du Mexique 74-53. Au deuxième match, le 7 septembre c'est la rencontre Canada-Chine (vainqueur de l'autre match de consolation). Les Canadiennes s'inclinent 70-73. Ce qui les classe 6e au tournoi.

## Historique
Au début des années 1960 sont fondées deux équipes féminines de haut niveau : les Wheelchair Wonders de Montréal et les Dueck Powerglides de Vancouver. En raison du nombre restreint de compétitions pour les femmes en fauteuil roulant, les deux équipes se confrontent souvent avec des équipes masculines et invitent aussi des personnes non handicapées à prendre part à des matchs amicaux en se servant de fauteuils roulants. Pour se mesurer à d’autres équipes de basketball féminin en fauteuil roulant, les deux équipes doivent se rendre aux États-Unis  ou en Grande-Bretagne. C'est une sélection étoile de ces deux équipes qu'est née la première équipe nationale féminine dans la fin des années 1960. À cette époque, les femmes ne sont pas admises aux compétitions de basket-ball lors des Jeux paralympiques ainsi que lors des Championnats mondiaux.
Depuis l'admission des femmes aux grandes compétitions handisport internationales, l’équipe féminine du Canada est une des équipes nationales les plus couronnées de succès dans l’histoire du basket-ball en fauteuil roulant.

## Parcours

### Aux Jeux paralympiques
L'équipe canadienne est la seule équipe de basketball féminin en fauteuil roulant qui a remporté trois médailles d’or paralympiques consécutives (en 1992, 1996 et 2000). Depuis les Jeux paralympiques de Barcelone en 1992, l'équipe féminine est demeurée pratiquement invaincue pendant toute la décennie des années 1990.
- 1972 : 5e
- 1976 : 4e
- 1984 : 4e
- 1988 : 4e
- 1992 :  Médaillée d'or
- 1996 :  Médaillée d'or
- 2000 :  Médaillée d'or
- 2004 :  Médaillée de bronze
- 2008 : 5e
- 2012 : 6e
- 2016 : 5e
- 2020 : 5e
- 2024 : 4e place à  Paris

### Aux Championnats du Monde IWBF
L'équipe a remporté cinq Championnats du monde dont quatre consécutifs (en 1994, 1998, 2002 et 2006),.
- 1990 :  Médaillée de bronze
- 1994 :  Médaillée d'or
- 1998 :  Médaillée d'or
- 2002 :  Médaillée d'or
- 2006 :  Médaillée d'or
- 2010 :  Médaillée de bronze
- 2014 :  Médaillée d'or à  Incheon
- 2018 : 5e place à  Hambourg
- 2022 : 5e place à  Dubaï

### Autres tournois internationaux

#### Jeux parapanaméricains
- 2007 :  Médaillée d'argent
- 2011 :  Médaillée d'argent
- 2015 :

#### Artland Open
Lors de chacune des éditions du Tournoi Artland Open, tenu en 2009 et en 2011 en Allemagne, l'équipe canadienne des moins de 25 ans remporte une médaille d'or.

#### Championnats du monde féminin U-25
La première édition des championnats mondiaux féminins des moins de 25 ans a lieu à l'Université Brock, à St. Catharines au Canada en juillet 2011. L'équipe canadienne se classe quatrième. Cindy Ouellet, membre de l'équipe canadienne est nommée sur l’équipe d’étoiles du tournoi et termine quatrième meilleure marqueuse du tournoi.

## Effectifs

### Effectif aux Jeux paralympiques 2012
Effectif lors des Jeux paralympiques d'été de 2012 :
| Numéro | Nom                  | Date de Naissance | Handicap | Club                    |
| ------ | -------------------- | ----------------- | -------- | ----------------------- |
| 4      | Elaine Allard        | 25 février 1977   | 1,5      | Gladiateurs de Laval    |
| 5      | Janet McLachlan      | 26 août 1977      | 4,5      | BC Breakers             |
| 6      | Kendra Ohama         | 1er juin 1965     | 2.5      | Trier Dolphins          |
| 7      | Cindy Ouellet        | 8 décembre 1988   | 3.5      | Université de l’Alabama |
| 8      | Tamara Steeves       | 23 septembre 1989 | 1.5      | Brampton Cruisers       |
| 9      | Maude Jacques        | 21 avril 1992     | 2.5      | Université de l’Alabama |
| 10     | Katie Harnock        | 12 août 1983      | 2.0      | Université de l’Alabama |
| 11     | Elisha Williams      | 9 juin 1978       | 4.5      | BC Breakers             |
| 12     | Tracey Ferguson      | 7 septembre 1974  | 3.0      | Variety Village Club    |
| 13     | Jamey Jewells        | 23 août 1989      | 1.0      | Trier Dolphins          |
| 14     | Jessica Vliegenthart | 11 août 1983      | 1.0      | BC Breakers             |
| 15     | Tara Feser           | 2 février 1980    | 4.5      | Edmonton Inferno        |

- Entraîneur en chef :   Bill Johnson
- Entraîneurs :  Marni Abbott-Peter, Michael Broughton
- Assistants :   Karla Tritten, Tim Frick, Danielle Peers
- Physiothérapeute :  Sheila Forler Bauma. Mike Dahl
- Médecin de l'équipe :  Richard Goudie
- Psychologue de sport :  Adrienne Leslie-Toogood

### Effectifs au Championnat du monde 2014

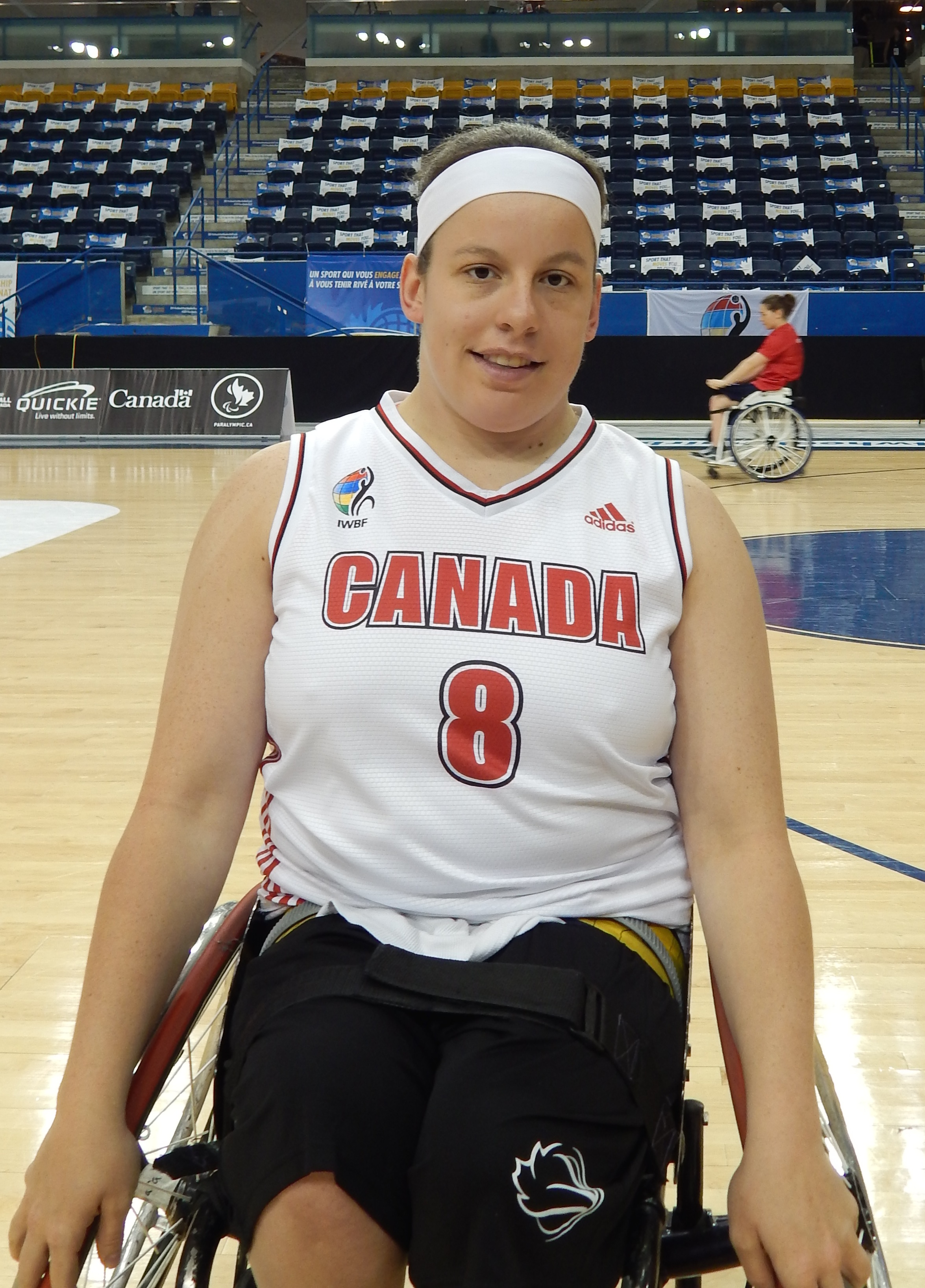
Tamara Steeves
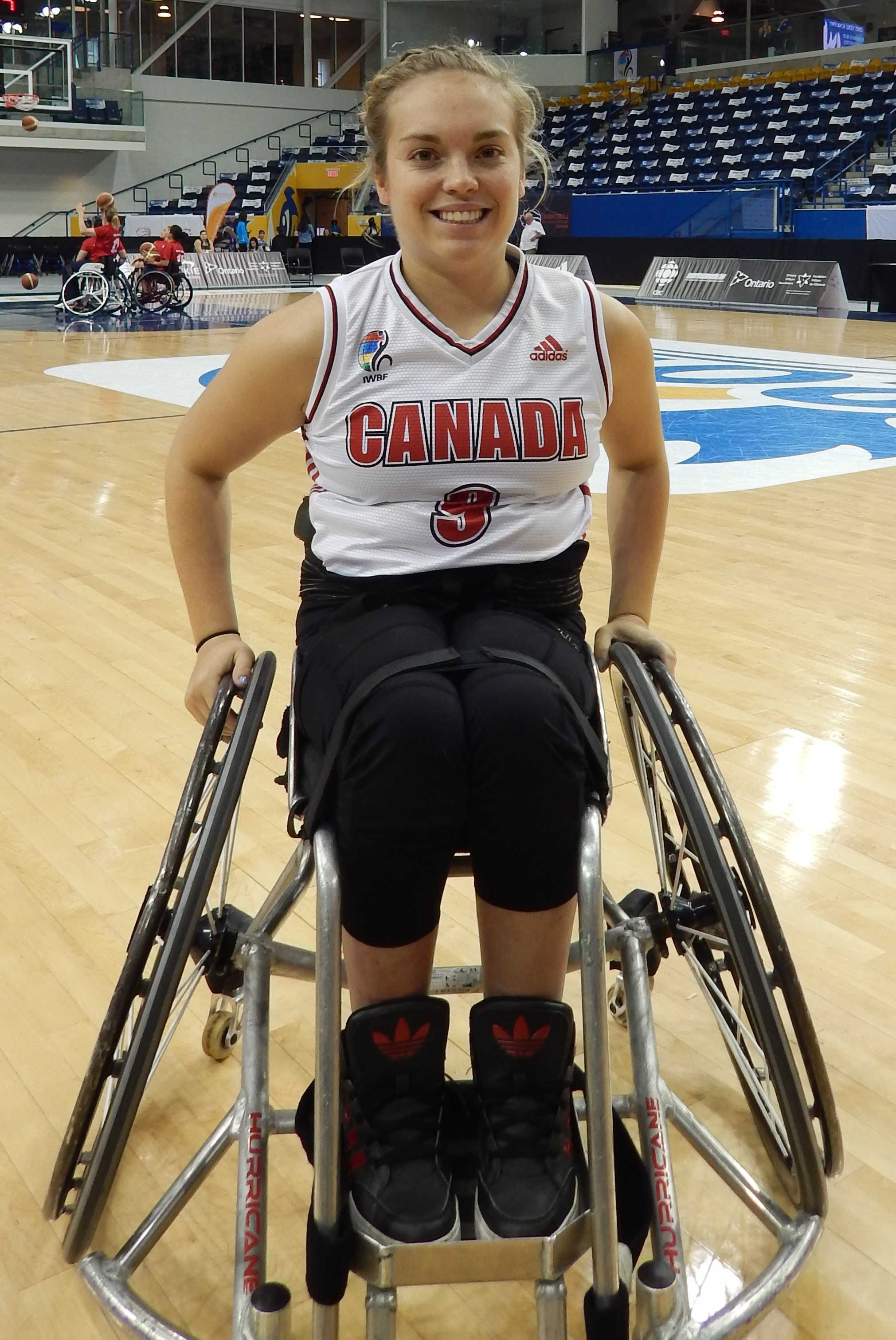
Maude Jacques
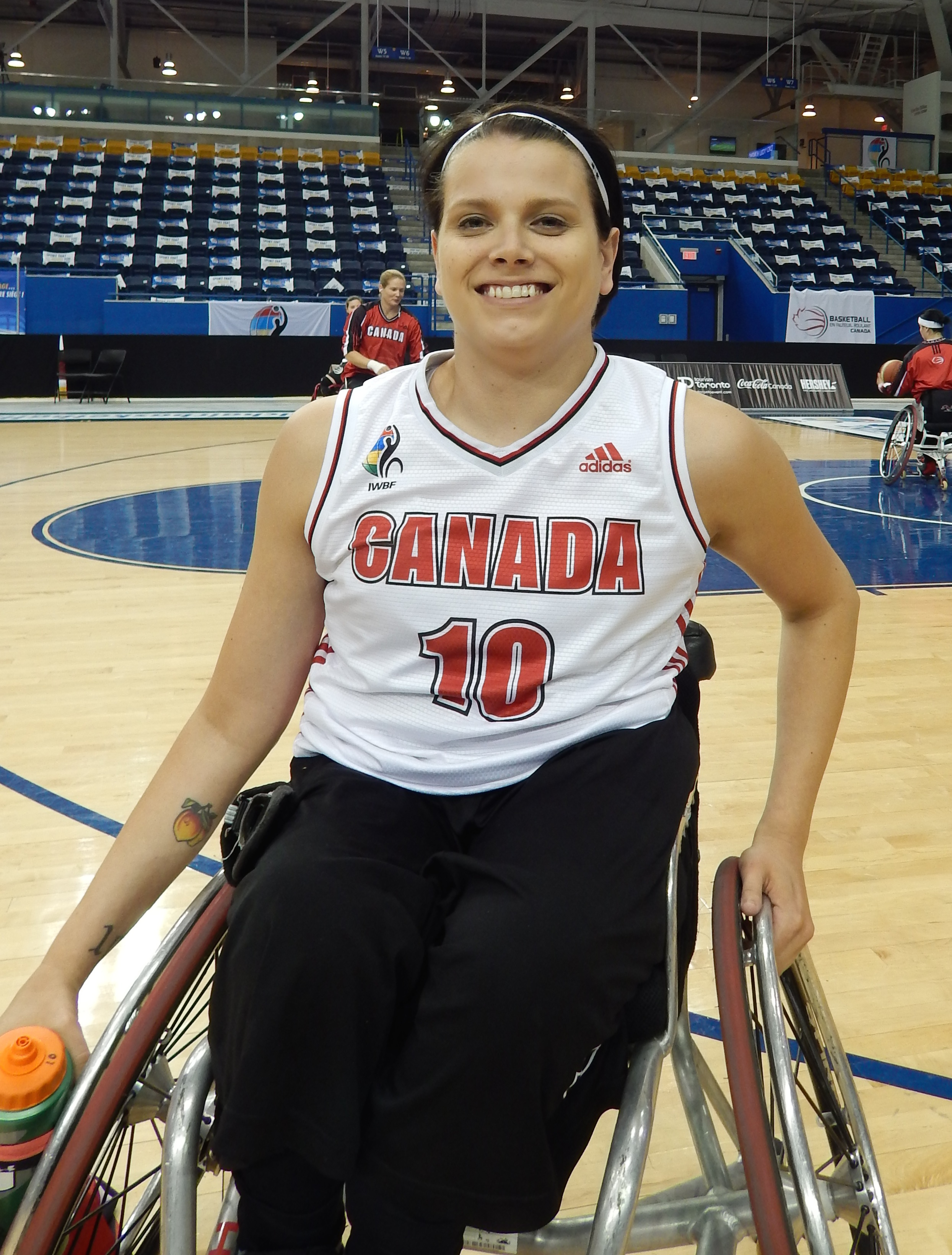
Katie Harnock
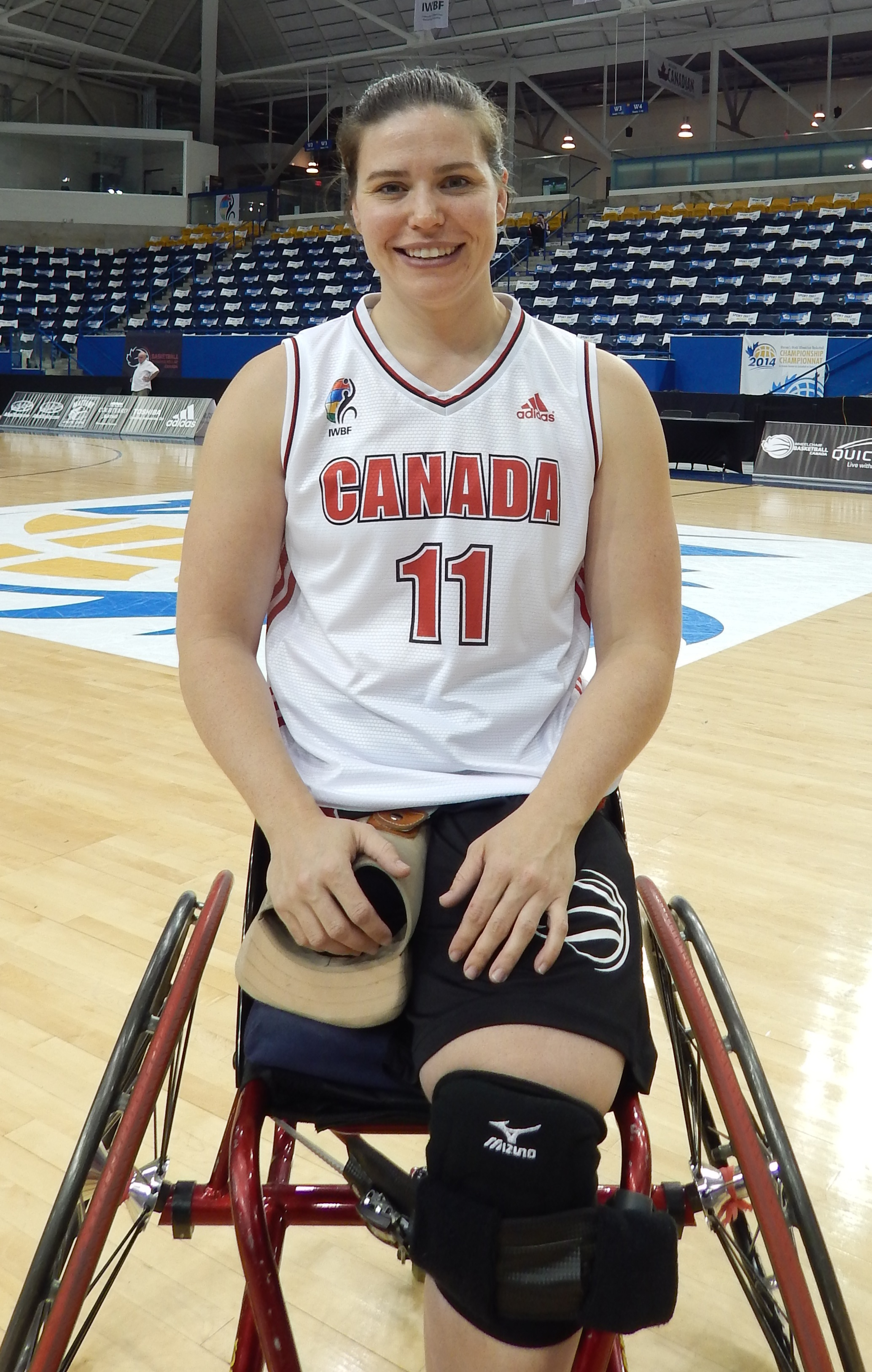
Darda Sales

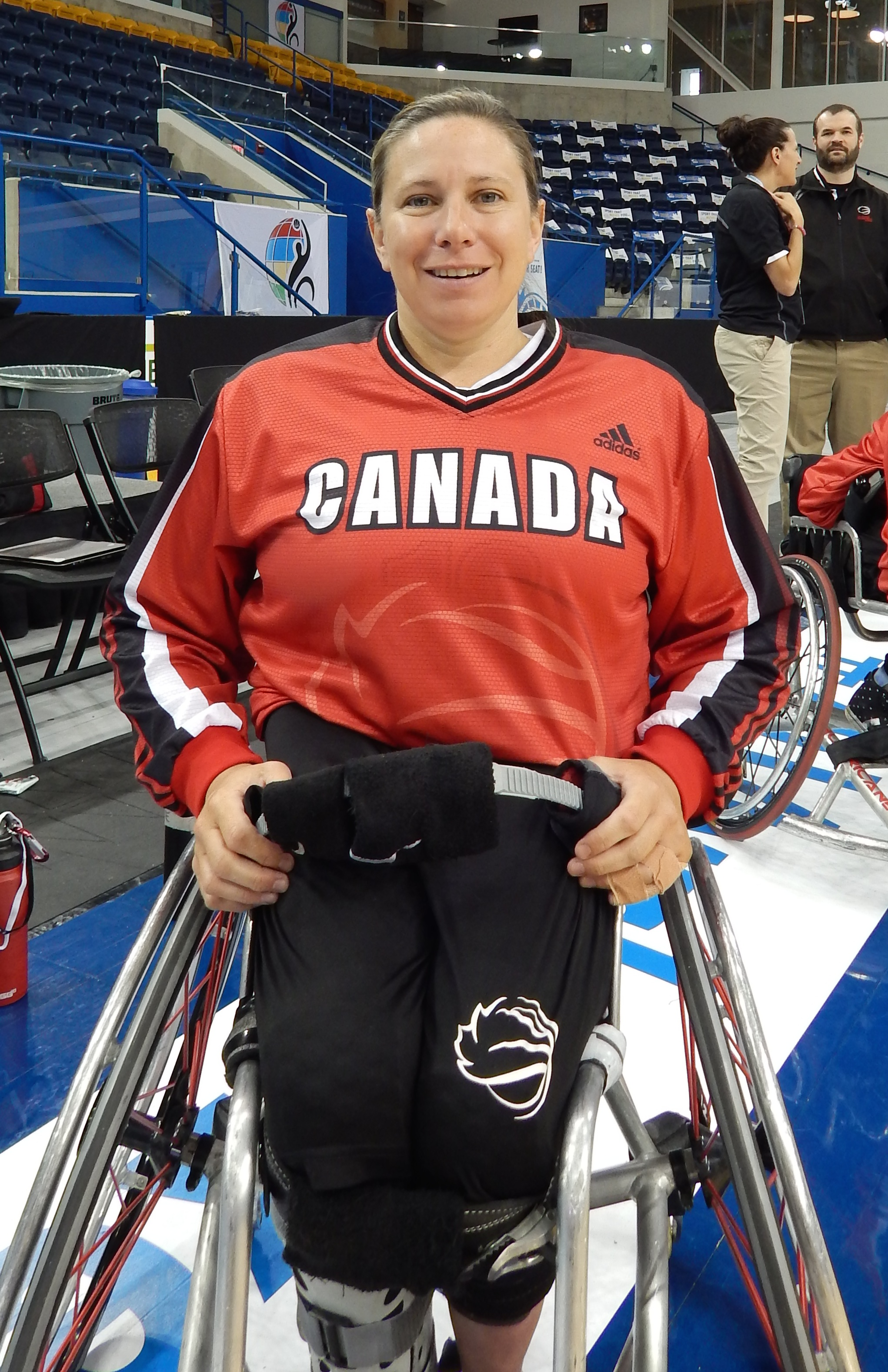
Tracey Ferguson
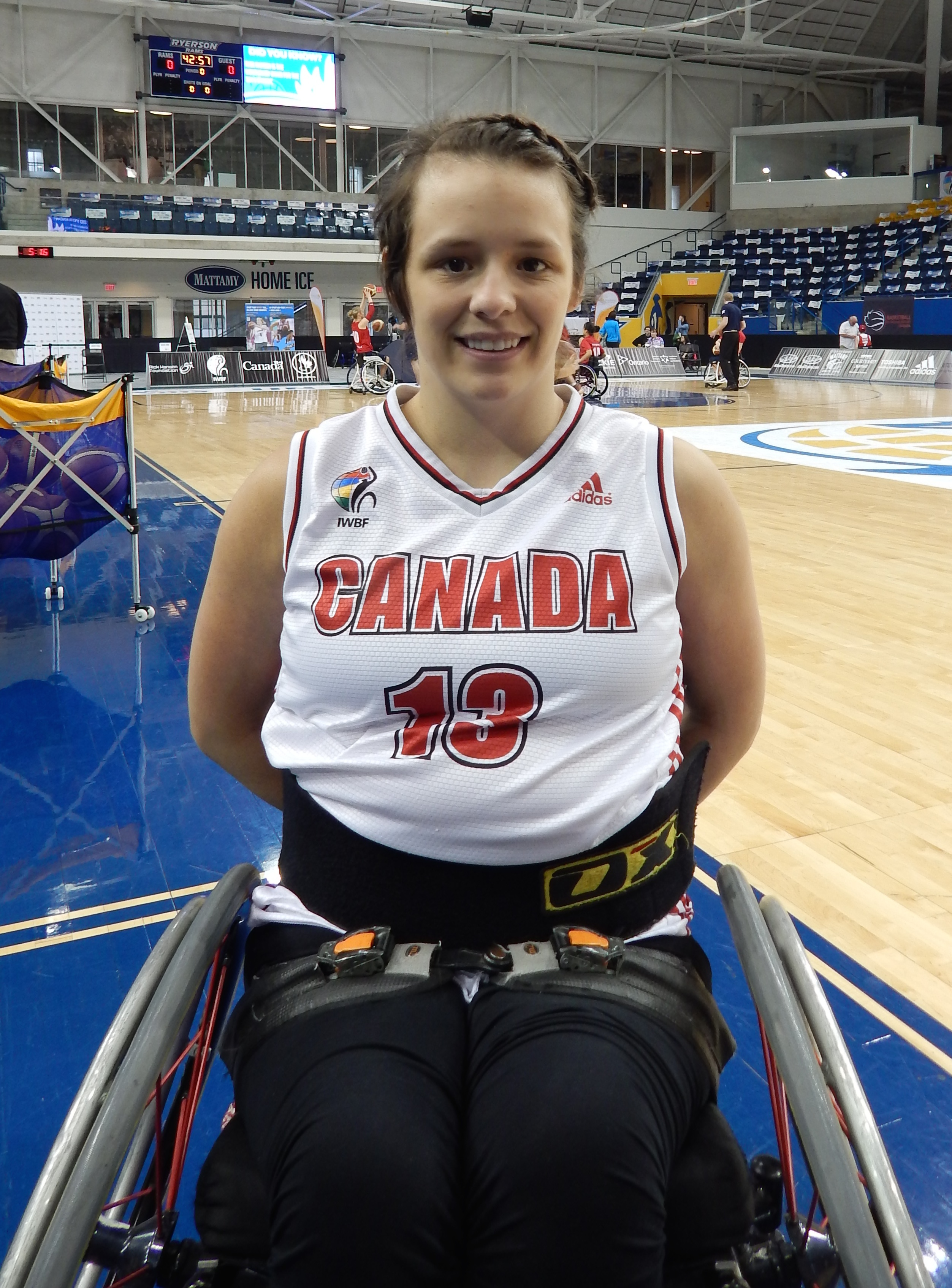
Jamie Jewells
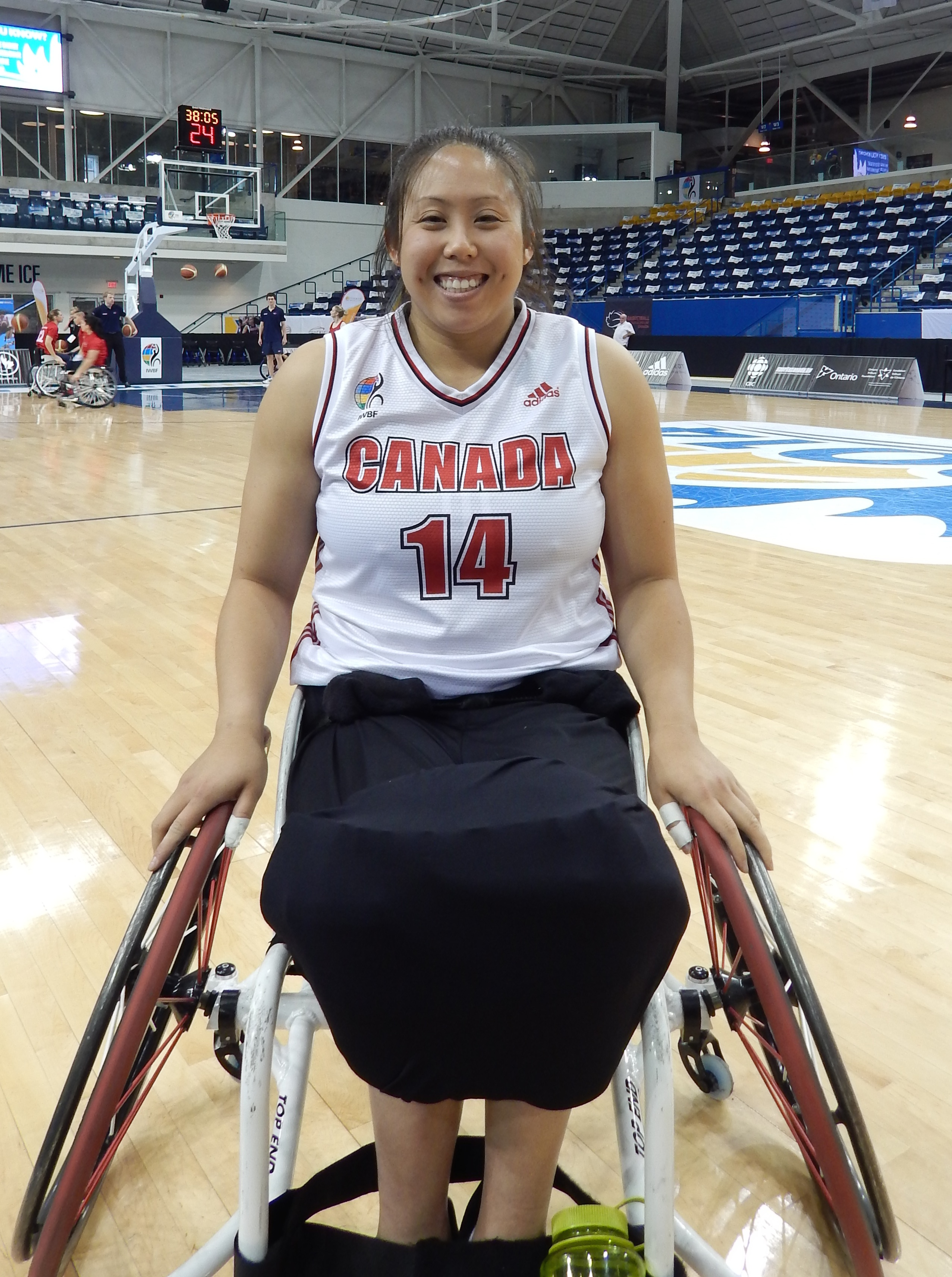
Amanda Yan
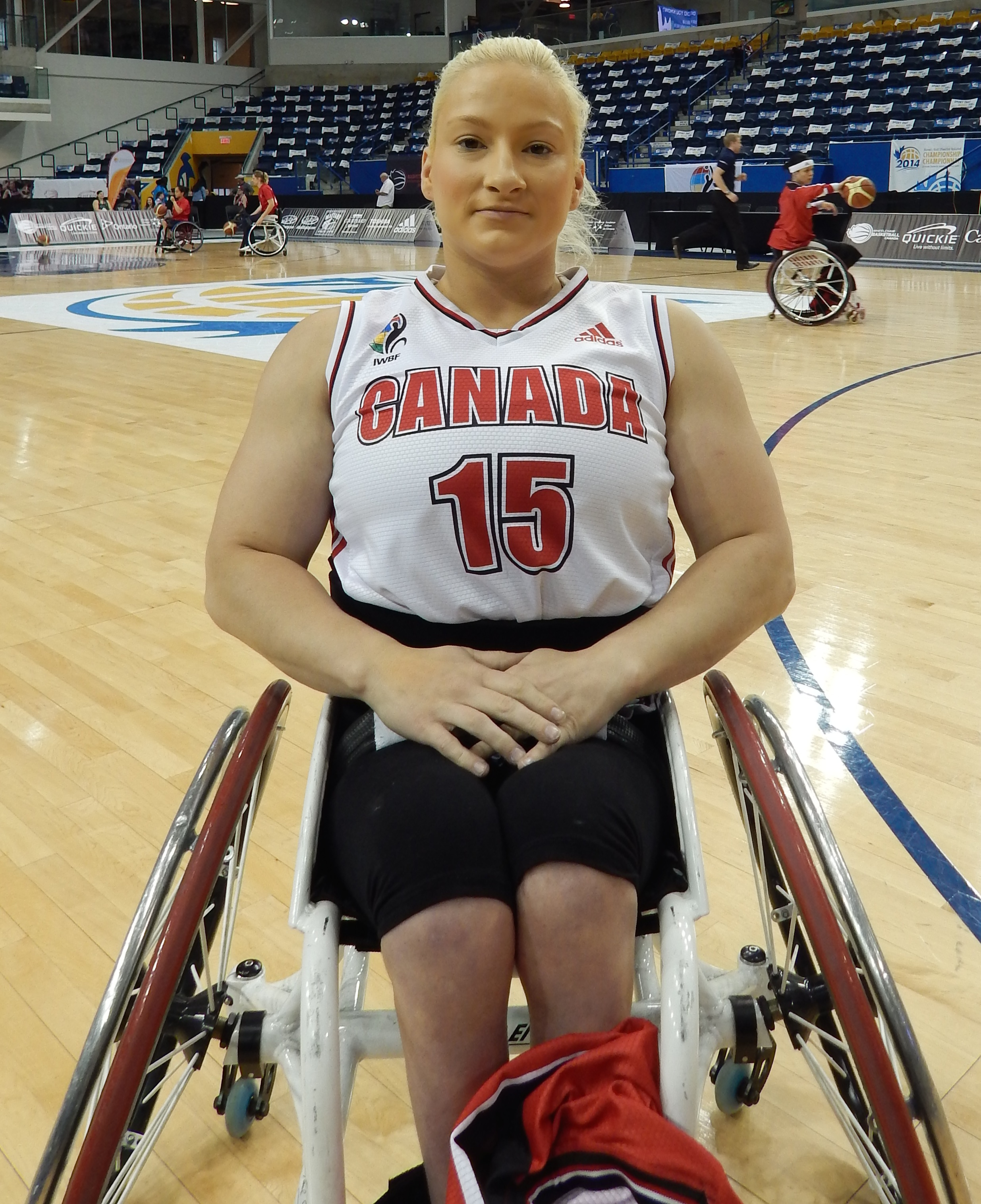
Melanie Hawtin

Effectifs lors des Championnats du monde 2014 :
| \| Numéro \| Nom \| Date de Naissance \| Handicap \| Club \| \| ------ \| --------------- \| ------------------ \| -------- \| ---------------- \| \| 4 \| Elaine Allard \| 25 février 1977 \| 1,5 \| Saint-Eustache \| \| 5 \| Janet McLachlan \| 26 août 1977 \| 4,5 \| Vancouver \| \| 6 \| Arinn Young \| 10 juillet 1996 \| 4.5 \| Legal \| \| 7 \| Cindy Ouellet \| 8 décembre 1988 \| 3.5 \| Québec \| \| 8 \| Tamara Steeves \| 23 septembre 1989 \| 1.5 \| Mississauga \| \| 9 \| Maude Jacques \| 21 avril 1992 \| 2.5 \| Sainte-Catherine \| \| 10 \| Katie Harnock \| 12 août 1983 \| 2.0 \| Elmira \| \| 11 \| Darda Sales \| 1er septembre 1982 \| 4.5 \| London (Ontario) \| \| 12 \| Tracey Ferguson \| 7 septembre 1974 \| 3.0 \| Holland Landing \| \| 13 \| Jamey Jewells \| 23 août 1989 \| 1.0 \| Donkin \| \| 14 \| Amanda Yan \| 22 mai 1988 \| 3.0 \| Burnaby \| \| 15 \| Melanie Hawtin \| 20 juillet 1988 \| 1.5 \| Oakville \| \| Alt. \| Corin Metzger \| 28 février 1992 \| 2.5 \| Elmira \| - Entraîneur : Bill Johnson - Assistants : Michael Broughton, Michele Hynes - Manager de l'équipe : Katie Miyazaki - Physiothérapeute : Sheila Forler Bauman - Médecin de l'équipe : Richard Goudie - Psychologue de sport : Adrienne Leslie-Toogood - Masseur : Sophie Lavardière - Physiologiste : Mike Dahl - Préparateur physique : Kyle Turcotte | - Elaine Allard - Janet McLachlan - Arinn Young - Cindy Ouellet - Tamara Steeves - Maude Jacques - Katie Harnock - Darda Sales - Tracey Ferguson - Jamie Jewells - Amanda Yan - Melanie Hawtin |                    |          |                  |

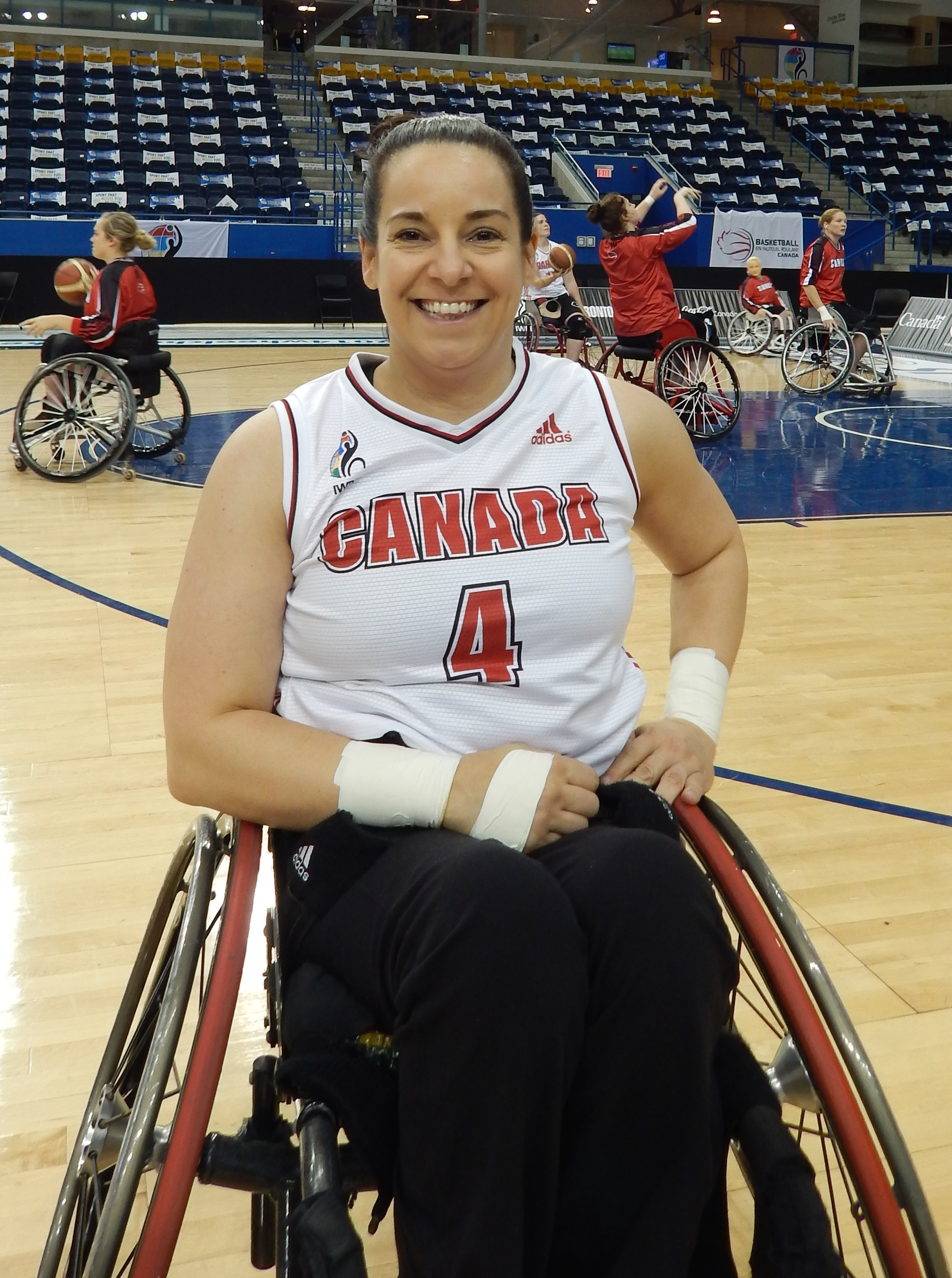
Elaine Allard
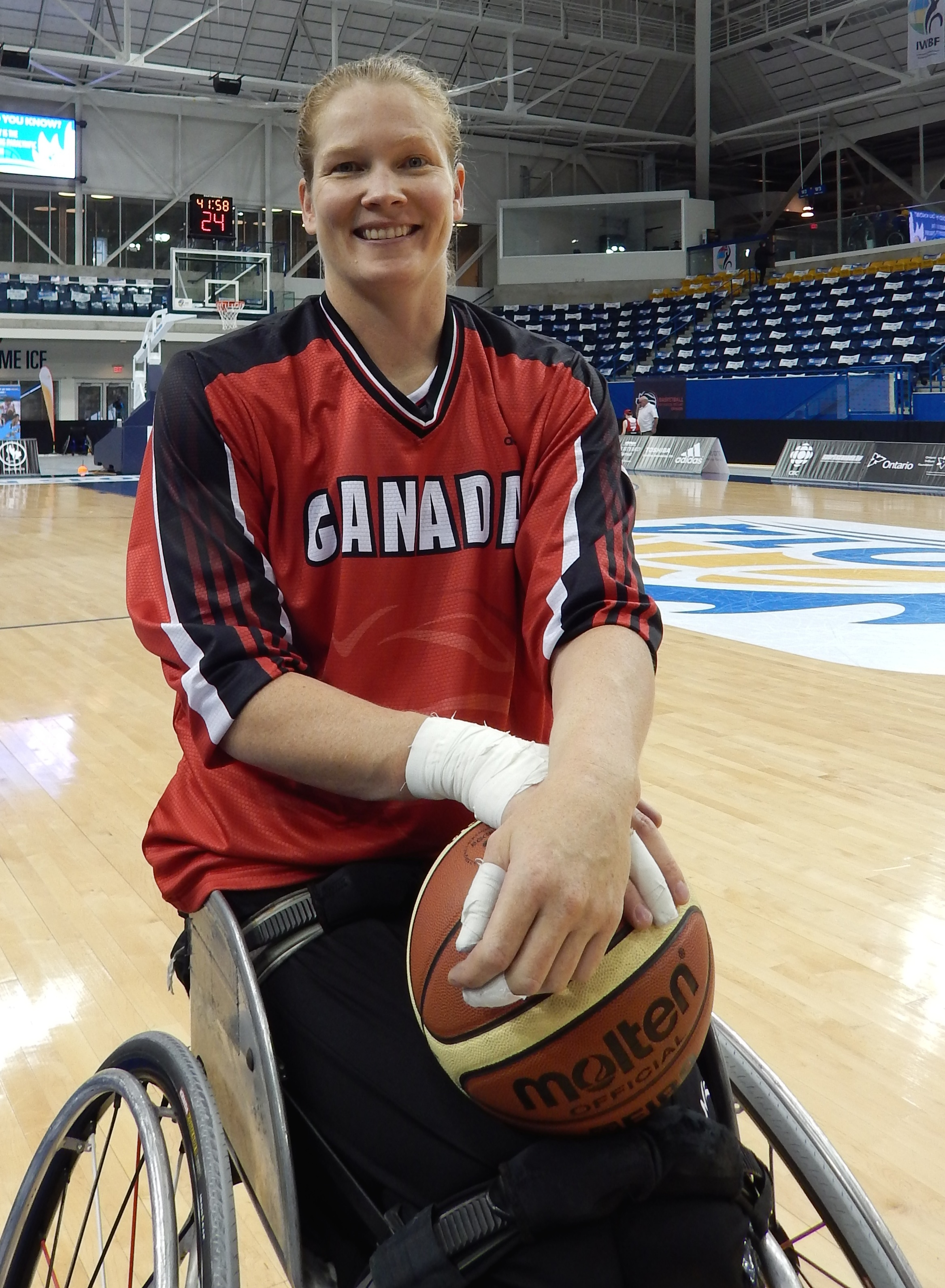
Janet McLachlan
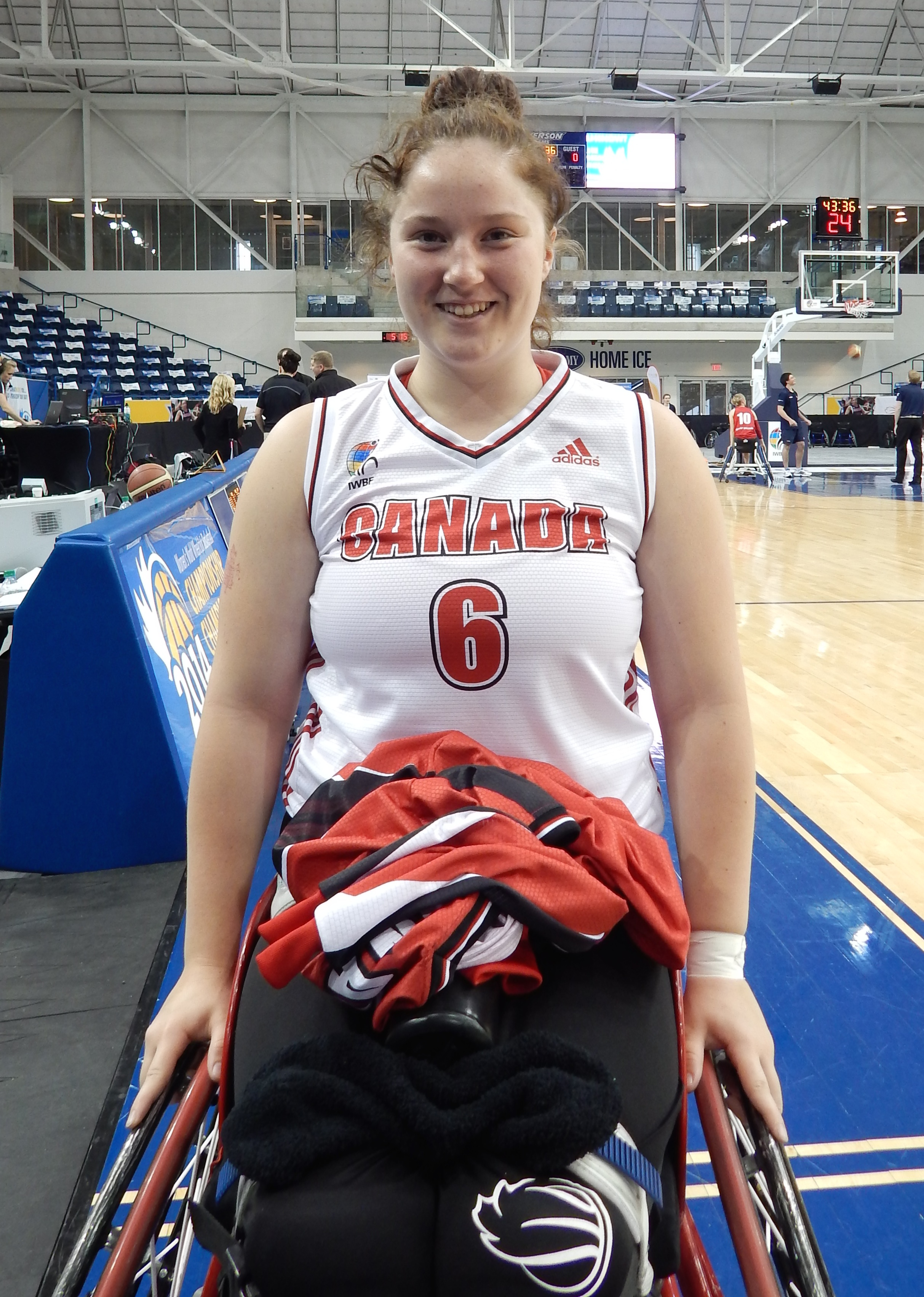
Arinn Young
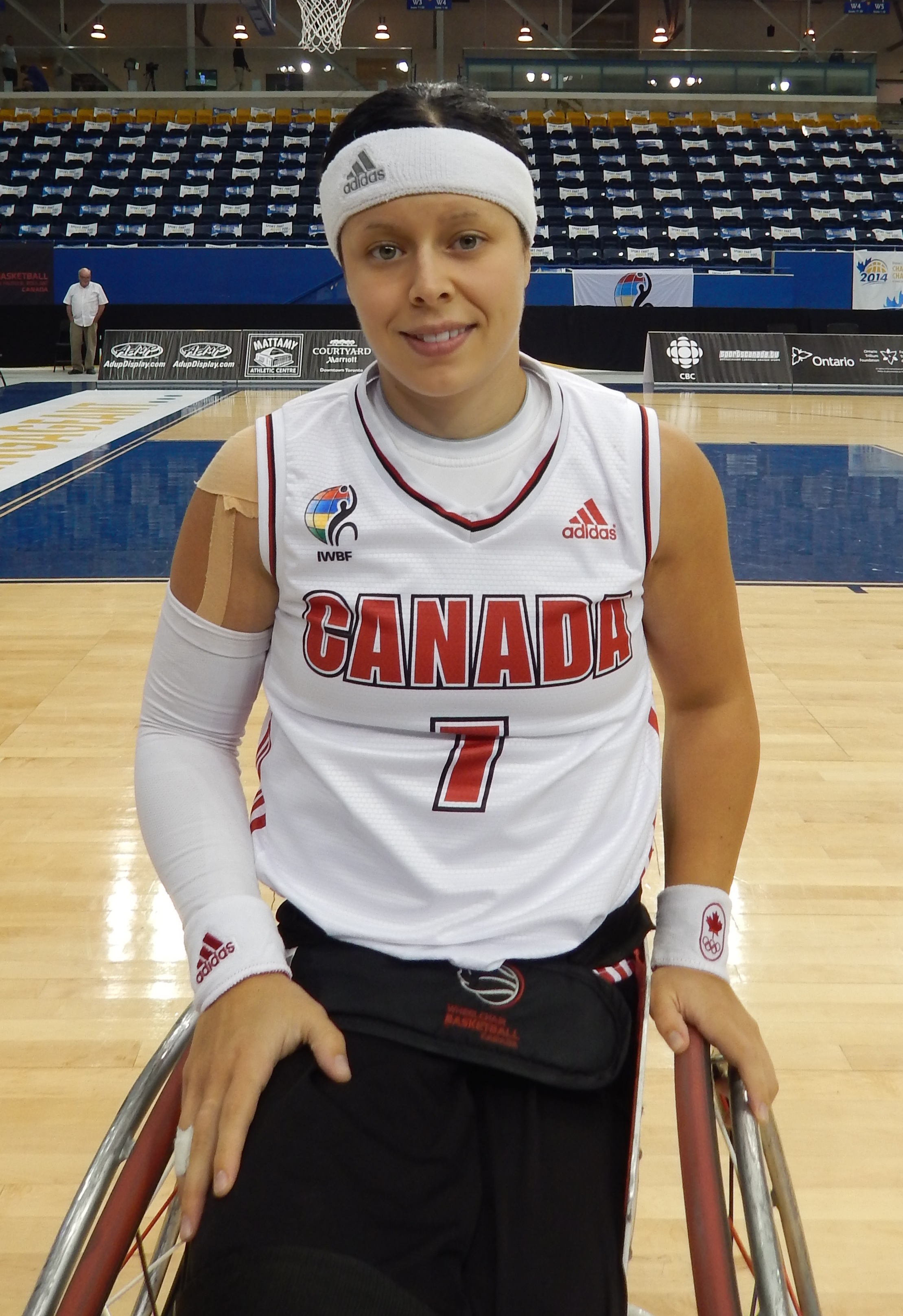
Cindy Ouellet

| Numéro | Nom | Date de Naissance  | Handicap | Club             |
| 4 | Elaine Allard | 25 février 1977    | 1,5      | Saint-Eustache   |
| 5 | Janet McLachlan | 26 août 1977       | 4,5      | Vancouver        |
| 6 | Arinn Young | 10 juillet 1996    | 4.5      | Legal            |
| 7 | Cindy Ouellet | 8 décembre 1988    | 3.5      | Québec           |
| 8 | Tamara Steeves | 23 septembre 1989  | 1.5      | Mississauga      |
| 9 | Maude Jacques | 21 avril 1992      | 2.5      | Sainte-Catherine |
| 10 | Katie Harnock | 12 août 1983       | 2.0      | Elmira           |
| 11 | Darda Sales | 1er septembre 1982 | 4.5      | London (Ontario) |
| 12 | Tracey Ferguson | 7 septembre 1974   | 3.0      | Holland Landing  |
| 13 | Jamey Jewells | 23 août 1989       | 1.0      | Donkin           |
| 14 | Amanda Yan | 22 mai 1988        | 3.0      | Burnaby          |
| 15 | Melanie Hawtin | 20 juillet 1988    | 1.5      | Oakville         |
| Alt. | Corin Metzger | 28 février 1992    | 2.5      | Elmira           |

## Joueuses marquantes du passé
- Marni Abbott-Peter[10],[11]
- Chantal Benoit[12],[13]
- Diane Earl
- Diane Hrychuck
- Linda Kutrowski
- Danielle Peers[14]
- Sabrina Pettinicchi
- Misty Thomas[15],[16]